# Fujirō Katsurada

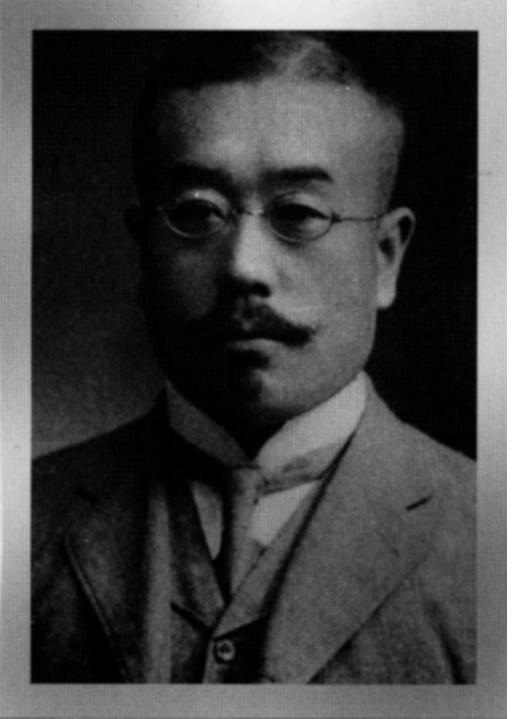
Fujirō Katsurada

Fujirō Katsurada (jap. 桂田 富士郎 Katsurada Fujirō; ur. 5 maja 1868 w Daishōji, zm. 1946) – japoński lekarz. 

## Życiorys
Urodził się w 1867 jako syn samuraja. Studiował w Szkole Medycznej Prefektury Ishikawa i otrzymał licencjat w 1887. Kontynuował naukę na Wydziale Medycznym Cesarskiego Uniwersytetu Tokio. Przez kilka lat przebywał w Niemczech, stopień doktora medycyny otrzymał na Uniwersytecie Albrechta i Ludwika we Fryburgu w 1901. W 1902 roku uzyskał tytuł doktora nauk medycznych (igaku-hakushi). Został profesorem medycyny Szkoły Medycznej Okayama w 1903 i pozostał tam do 1914. W tym samym roku uzyskał tytuł doktora nauk (rigaku-hakushi). Został też dyrektorem Instytutu Morskiego w Kobe i dyrektorem Japońskiego Szpitala Chorób Tropikalnych.